# 安格烏雷爾
安格烏雷爾（Anguirel）是托爾金奇幻小說裡的虛構武器。
安格烏雷爾與安格拉赫爾劍（Anglachel）都是由黑暗精靈伊歐（Eöl）以黑鐵石鑄造而成。安格拉赫爾劍擁有自我意識，所以可推測安格烏雷爾也有自我意識。伊歐將安格拉赫爾劍交給埃盧·庭葛，伊歐仍然持有安格烏雷爾。後來，伊歐的兒子梅格林（Maeglin）在與雅瑞希爾（Aredhel）逃進貢多林（Gondolin）時偷了安格烏雷爾。在貢多林陷落時，安格烏雷爾也不知下落了。

## 引用
1. ↑  Foster（2001年），第18页